# Družba (město)
Družba (ukrajinsky Дружба) je město v Sumské oblasti na Ukrajině. K roku 2015 měla bezmála pět tisíc obyvatel.

## Poloha a doprava
Družba leží na severovýchodě Sumské oblasti na potoce Žuravelu, pravém přítoku Ivotky v povodí Desny.
Jedná se o železniční uzel. Na zdejším nádraží Chutir-Mychajlivskyj se kříží trať Kyjev–Moskva s tratí Orša–Doněck, která je ovšem částečně demontována.

## Dějiny
Původně zde byly vesnice Žuravka (Журавка) a Jurasovka (Юрасовка), z kterých vznikl Chutir-Mychajlivskyj (Хутір-Михайлівський).
Za druhé světové války byl od 1. října 1941 obsazen německou armádou a Rudá armáda jej dobyla zpět 5. září 1943.
V roce 1962 došlo k povýšení na město a přejmenování na jméno Družba.